# Eberhard Weber
Eberhard Weber (Stuttgart, 1940. január 22. –) német nagybőgős. Az általa tervezett elektromos-akusztikus basszusgitár egy további − C-re hangolt húrral − van kibővítve. Évekig televíziós és színházi rendezőként is dolgozott.

## Pályafutása
Weber az 1960-as évek elején kezdett felvételeket készíteni. 1973-ban kiadta a „The Colors of Chloë” című első lemezét. Zenéje gyakran melankolikus hangvételű. Weber hamar híve lett a szilárd testű elektromos nagybőgőnek, amelyen az 1970-es évek eleje óta rendszeresen játszott.
Az 1960-as évek elejétől az 1970-es évek elejéig legszorosabb zenei kapcsolata Wolfgang Dauner zongoristával volt. Számos közös projektjük változatos, a mainstream dzsessztől a jazz-rock fúziós zenén át az avantgarde-ig terjedt. Ebben az időben (mások mellett) Hampton Hawes, Mal Waldronl, Baden Powell de Aquino, Joe Pass és a Mike Gibbs Orchestra-val, Stéphane Grappellivel készített felvételeket.
A „The Colours of Chloë” után Weber további 13 lemezt adott ki saját neve alatt. Az 1970-es évek közepén megalakította saját zenekarát (Charlie Mariano, Rainer Brüninghaus és Jon Christensen. Első lwmezfelvételük a „Yellow Fields” volt (1975). Christensen távozott, helyét John Marshall vette át. Az együttes rengeteget turnézott, és két további lemezt is rögzített − mielőtt feloszlott.
Az 1980-as évek eleje óta Weber rendszeresen együttműködött Kate Bush brit énekes-dalszerzővel, Kate Bush hat stúdióalbuma közül négyen játszott. 1990 óta Weber csak korlátozottan turnézott. Ebben az időszakban a Jan Garbarek Group rendes tagja volt.
65. születésnapja alkalmából (2005 március) felvette a „Stages of a Long Journey” című élő koncertlemezt a Stuttgarti Rádió Szimfonikus Zenekarával. 2009-ben az ECM Records újra kiadta a „Yellow Fields, Silent Feet, Little Movements” című albumait 3 CD-n „Colours” címmel.
2007-ben Weber agyvérzést kapott. Az 1970-es évekbeli műveiből egy dobozos készletet adott ki az ECM Records. Önéletrajza Resumé címmel 2015-ben jelent meg.
2015: Eberhard Weber jubileumi koncertjén az SWR Big Band, Pat Metheny, Jan Garbarek, Gary Burton, Scott Colley, Danny Gottlieb, Paul McCandless, Manfred Schoof, Michael Gibbs szerepelt és Helge Sunde vezényelte a big bandet.

## Zenekarvezető, szólista
- The Colours of Chloë (1973)
- Yellow Fields (1975)
- The Following Morning (1976)
- Silent Feet (1977)
- Fluid Rustle (1979)
- Little Movements (1980)
- Later That Evening (1982)
- Chorus (1984)
- Orchestra (1988)
- Pendulum (1994)
- Endless Days (2000)
- Stages of a Long Journey (2007)
- Résumé (2012)
- Once Upon a Time (2021, rec. 1994)

## Díjak
- 2009: Albert Mangelsdorff-díj
- 2022: Grammy-díj a legjobb hangszeres kompozíciónak

## Fordítás
Ez a szócikk részben vagy egészben  az   Eberhard Weber című angol Wikipédia-szócikk ezen változatának fordításán alapul.  Az eredeti cikk szerkesztőit annak laptörténete sorolja fel. Ez a jelzés csupán a megfogalmazás eredetét és a szerzői jogokat jelzi, nem szolgál a cikkben szereplő információk forrásmegjelöléseként.